# Coppa di Portogallo (pallacanestro maschile)
La Coppa di Portogallo (in portoghese Taça de Portugal) di pallacanestro è un trofeo nazionale portoghese organizzato annualmente dalla Federazione cestistica del Portogallo (FPB).

## Albo d'oro
- 1944  Atlético CP
- 1945  Belenenses
- 1946  Benfica
- 1947  Benfica
- 1948  Vasco da Gama
- 1949-1953 non disputata
- 1954  Atlético CP
- 1955  Sporting CP
- 1956 non disputata
- 1957  Barreirense
- 1958  Académica
- 1959  Belenenses
- 1960  Barreirense
- 1961  Benfica
- 1962  SC Lourenço Marques
- 1963  Barreirense
- 1964  Benfica
- 1965  Benfica
- 1966  Benfica
- 1967  Académica
- 1968  Benfica
- 1969  Benfica
- 1970  Benfica
- 1971  Académica
- 1972  Benfica
- 1973  Benfica
- 1974  Benfica
- 1975  Sporting CP
- 1976  Sporting CP
- 1977  Ginásio Figueirense
- 1978  Sporting CP
- 1979  Porto
- 1980  Sporting CP
- 1981  Benfica
- 1982  Barreirense
- 1983  Queluz
- 1984  Barreirense
- 1985  Barreirense
- 1986  Porto

- 1987  Porto
- 1988  Porto
- 1989  Ovarense
- 1990  Ovarense
- 1991  Porto
- 1992  Benfica
- 1993  Benfica
- 1994  Benfica
- 1995  Benfica
- 1996  Benfica
- 1997  Porto
- 1998  Estrelas Avenida
- 1999  Porto
- 2000  Porto
- 2001  Portugal Telecom
- 2002  Portugal Telecom
- 2003  Oliveirense
- 2004  Porto
- 2005  Queluz
- 2006  Porto
- 2007  Porto
- 2008  Vitória Guimarães
- 2009  Ovarense
- 2010  Porto
- 2011  Madeira
- 2012  Porto
- 2013  Vitória Guimarães
- 2014  Benfica
- 2015  Benfica
- 2016  Benfica
- 2017  Benfica
- 2018  Illiabum
- 2019  Porto
- 2020  Sporting CP
- 2021  Sporting CP
- 2022  Sporting CP
- 2023  Benfica
- 2024  Porto
- 2025  Porto

## Vittorie per club
| Club                | Vittorie | Anno |
| ------------------- | -------- | --- |
| Benfica             | 23       | 1946, 1947, 1961, 1964, 1965, 1966, 1968, 1969, 1970, 1972, 1973, 1974, 1981, 1992, 1993, 1994, 1995, 1996, 2014, 2015, 2016, 2017, 2023 |
| Porto               | 16       | 1979, 1986, 1987, 1988, 1991, 1997, 1999, 2000, 2004, 2005, 2007, 2010, 2012, 2019, 2024, 2025                                           |
| Sporting CP         | 8        | 1955, 1975, 1976, 1978, 1980, 2020, 2021, 2022                                                                                           |
| Barreirense         | 6        | 1957, 1960, 1963, 1982, 1984, 1985 |
| Académica           | 3        | 1958, 1967, 1971 |
| Ovarense            | 3        | 1989, 1990, 2009 |
| Portugal Telecom    | 2        | 2001, 2002 |
| Vitória Guimarães   | 2        | 2008, 2013 |
| Queluz              | 2        | 1983, 2005 |
| Belenenses          | 2        | 1945, 1959 |
| Atlético CP         | 2        | 1944, 1954 |
| Illiabum            | 1        | 2018 |
| Vasco da Gama       | 1        | 1948 |
| Estrelas Avenida    | 1        | 1998 |
| SC Lourenço Marques | 1        | 1962 |
| Ginásio Figueirense | 1        | 1977 |
| Oliveirense         | 1        | 2003 |
| Madeira             | 1        | 2011 |